# Cetema
Cetema là một chi ruồi trong họ Chloropidae.

## Hình ảnh

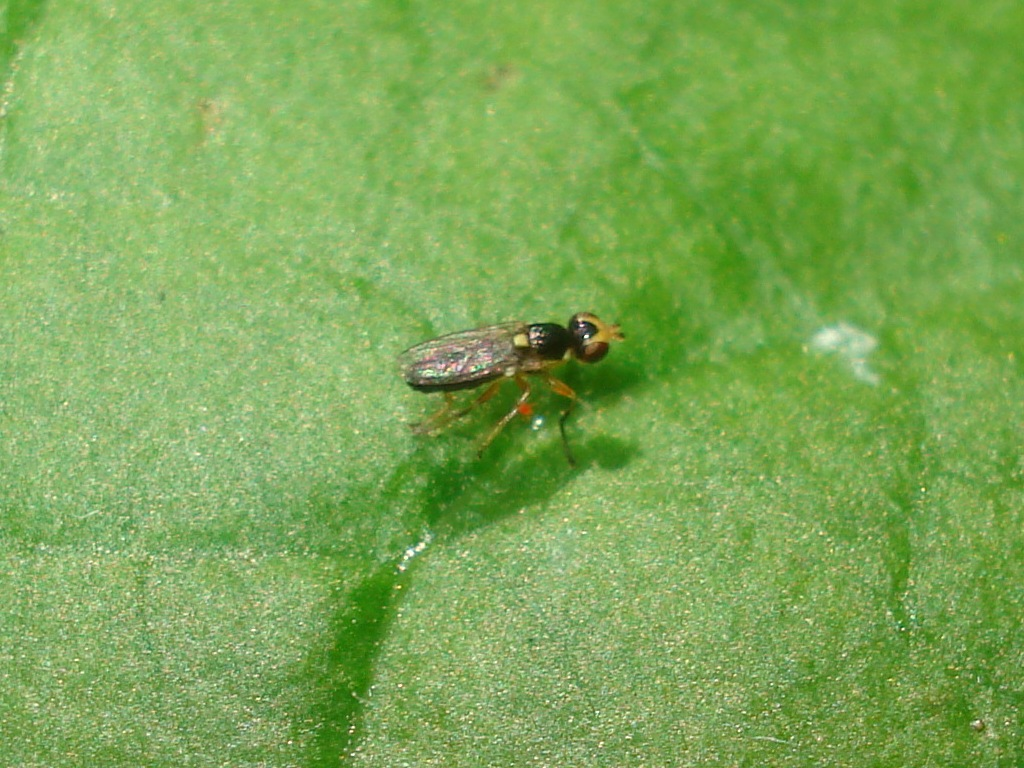